# Spryciarz Ed
Spryciarz Ed – amerykański film fabularny z 1966 roku w reżyserii Bernarda Girarda. Film był kręcony w Bostonie i Los Angeles.
Jest to kryminał o skomplikowanym planie napadu na bank na lotnisku.

## Obsada
- Michael Strong − Paul Feng
- Phillip Pine − George Logan
- Aldo Ray − Eddie Hart
- James Westerfield − Jack Balter
- Severn Darden − Miles Fisher
- Marian McCargo − Marion Hague
- Nina Wayne − Frieda Schmid
- Phillip Pine − George Logan
- Harrison Ford − Bell Hop (była to jego pierwsza rola filmowa)

i inni

## Nagrody i nominacje
Złote Globy 1967:
- wygrana w kategorii Najbardziej obiecująca nowa aktorka dla Camilli Sparv.